# Tren lanzadera

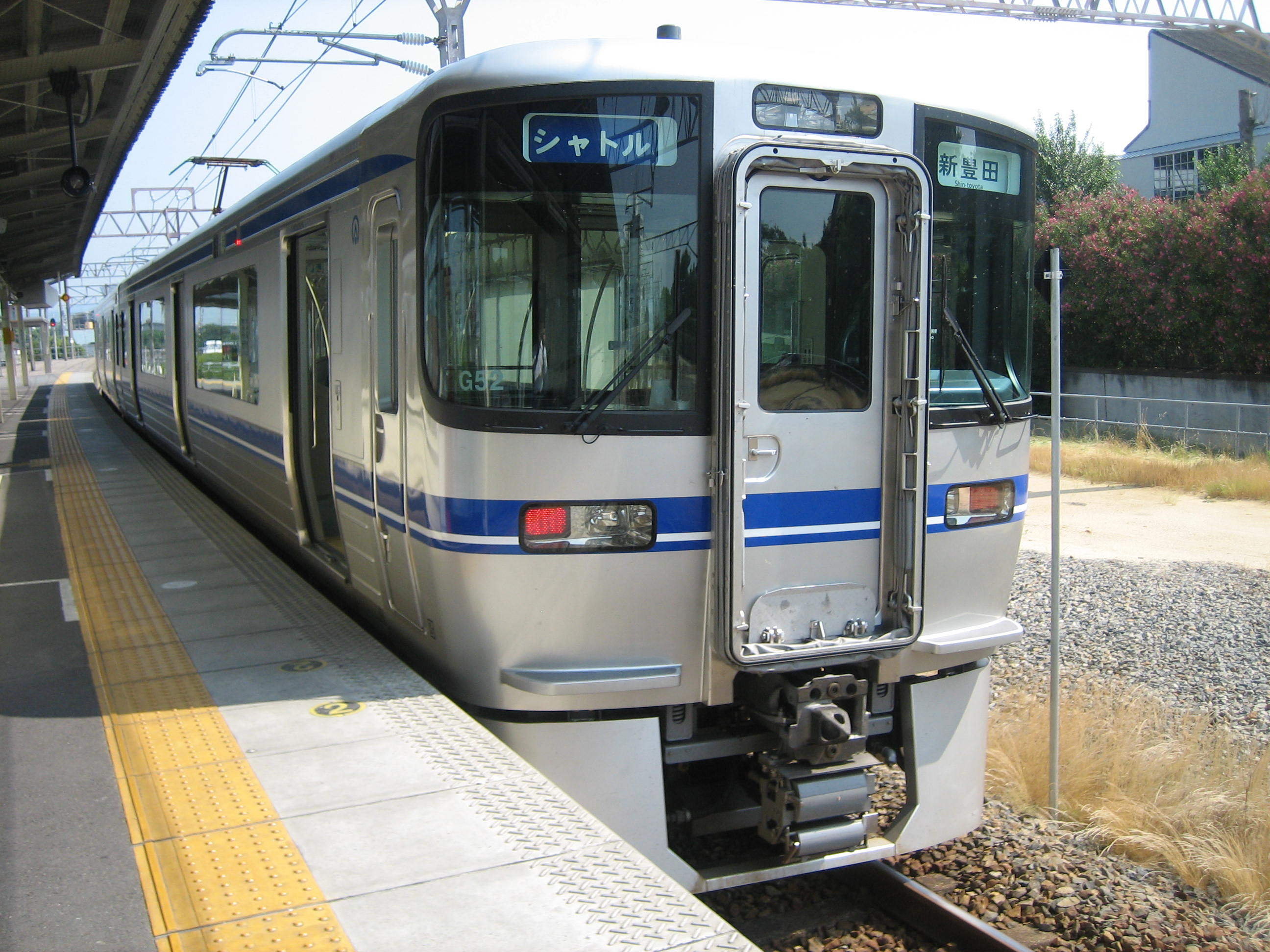
Tren lanzadera de la línea circular de Aichi en la estación Mikawa-Toyota en Toyota, Japón.

La expresión tren lanzadera se refiere a un tren o metro que va y viene entre dos puntos, especialmente ofreciendo un servicio frecuente sobre una ruta corta. Los trenes lanzadera se utilizan de varias maneras y en varias partes del mundo. Comúnmente funcionan como un conjunto fijo sin parar entre sus terminales. Pueden ser utilizados para transportar pasajeros, carga o ambos.
El término servicio lanzadera puede referirse tanto a trenes y metros, como así también a autobuses.

## Ejemplos

### Servicios a aeropuertos
En Italia, un tren lanzadera conecta el aeropuerto Galileo Galilei en Pisa con la estación de Pisa Central. En Reino Unido, un servicio lanzadera une las terminales Norte y Sur del aeropuerto de Gatwick en Londres, funcionando las 24 horas del día. En España, en noviembre de 2015 Renfe inició un servicio de trenes lanzadera en Madrid entre la estación de Atocha y el aeropuerto de Barajas, con parada intermedia en la estación de Chamartín. En el Aeropuerto Internacional de la Ciudad de México existe un servicio de monorriel llamado Aerotren, que comunica las terminales 1 y 2, y su servicio es exclusivo para usuarios del aeropuerto.

### Otros servicios
En Argentina, el Subte de Buenos Aires supo tener dos servicios de trenes lanzadera. El primero de ellos en 1966, uniendo las estaciones Constitución y San José vieja de la Línea E, donde se podía combinar con San José nueva con sus servicios al centro y a Avenida La Plata y era prestado con un único coche motor Siemens. El servicio fue suspendido a fines de 1966 por los pocos pasajeros que lo utilizaban. El segundo, existió entre 1987 y 1993 uniendo el Apeadero Carranza y la estación Palermo de la Línea D, previo a la inauguración de la estación Ministro Carranza.
La Red Nacional Intermodal de Austria, operada por Rail Cargo Austria, utiliza un sistema de trenes lanzadera para proporcionar enlaces nocturnos entre las terminales intermodales de carga de mayor volumen en Austria. El centro de la red se encuentra en Wels.
En Toyota, Prefectura de Aichi, Japón, durante la hora punta de la mañana, el tren lanzadera de la línea circular Aichi hace su servicio entre la Estación Mikawa-Toyota y la Estación Shin-Toyota.

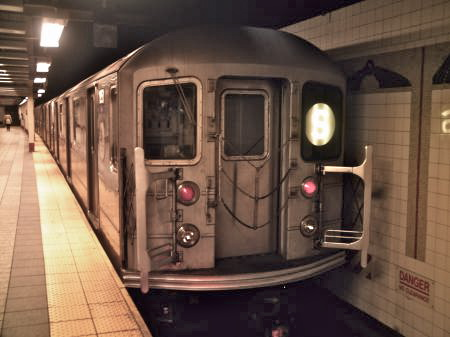
Tren neoyorquino de la línea 42nd Street Shuttle en la estación Grand Central.

En Nueva York, Estados Unidos, tres servicios en el metro de Nueva York están designados como S (shuttle o servicio lanzadera). Estos son servicios cortos que sirven para conectar a pasajeros en conexiones más largas.
- 42nd Street Shuttle (también llamada Grand Central/Times Square Shuttle)
- Rockaway Park Shuttle (también llamada Rockaway Shuttle)
- Franklin Avenue Shuttle

En España, otro caso es el Metro de Bilbao que posee un servicio de Lanzadera a Mamariga.
En Reino Unido, el metro de Londres opera la línea Waterloo & City Line de tan solo 2,5 kilómetros que une la estación de Waterloo y la City de Londres.
En Suiza, el transbordador de Zermatt conecta la estación ferroviaria de Zermatt y la estación de esquí del mismo nombre con la cercana ciudad de Täsch, donde las personas que viajan hacia y desde Zermatt por vehículos con motor de combustión deben estacionarlos.